# Seleman (Semidang Aji)
Seleman is een bestuurslaag in het regentschap Ogan Komering Ulu van de provincie Zuid-Sumatra, Indonesië. Seleman telt 1277 inwoners (volkstelling 2010).